# Pac's Life
Pac's Life — шостий посмертний студійний альбом американського репера Тупака Шакура, виданий 21 листопада 2006 р. лейблами Interscope Records та Amaru Entertainment на 10-ті роковини вбивства виконавця. Платівка розійшлася накладом у 159 тис. проданих копій у США за перший тиждень. Станом на 2011 тираж у США становив 469 639 копій.

## Подробиці
Реліз містить три пісні з померлим Які Кадафі й одну з Джамалом Вулардом (Gravy). Останній пізніше зіграв The Notorious B.I.G. у байопіку «Notorious» (2009). Виконавчі продюсери: Афені Шакур, Том Воллі. Єдина композиція, що не є реміксом: «Soon As I Get Home».
Робота над релізом провадилася у Ван-Найсі, штат Каліфорнія. Для відзначення виходу альбому провели низку заходів. У суботу 11 листопада у галереї Векнін фотографи показали свої матеріали у рамцях «All Eyez on Me: Hip-Hop's Legendary Performers and Photographers». У вівторок 14 листопада у тому ж місці з 19 по 22 годину проходила VIP-вечірка з попереднім оглядом Pac's Life. У середу 15 листопада та в п'ятницю 17 листопада у Центрі мистецтв імені Тупака Амару Шакура кожний, хто приніс зимове пальто нужденим, отримав два вхідних квитка на вечірку з приводу релізу альбому. У понеділок 20 листопада з 18 по 20 годину відбувалося змагання «Pac's Life Teen Art», де діти віком 13-17 років брали участь у виставковому мистецькому конкурсі.

## Відгуки
Більшість оглядачів неоднозначно оцінили платівку. За Allmusic: «Не те, щоб на Pac's Life не було чудового матеріалу, позаяк…, однак сила слів Тупака часто втрачається за сучасним продакшеном та новими куплетами таких виконавців, як Ludacris, Lil Scrappy й Ashanti».

## Список композицій
| №  | Назва | Продюсер(и)                              | Тривалість |
| -- | --- | ---------------------------------------- | ---------- |
| 1  | «Untouchable (Swizz Beatz Remix)» (з участю Krayzie Bone)                                                                                              | Swizz Beatz (оригінал: Johnny «J»)       | 4:16       |
| 2  | «Pac's Life» (з участю T.I. та Ashanti) | L.T. Hutton (оригінал: Johnny «J»)       | 3:38       |
| 3  | «Dumpin'» (з участю Carl Thomas, Hussein Fatal та Papoose) (оригінал з участю: Gonzoe, Kurupt, Nutt-So та Scarlo)                                      | Sha Money XL (оригінал: Daz Dillinger)   | 4:27       |
| 4  | «Playa Cardz Right (Female Version)» (з участю Keyshia Cole) (оригінал з участю: Michel'le, Big Syke, E.D.I., Yaki Kadafi та Mopreme Shakur)           | Karma Productions (оригінал: Johnny «J») | 4:33       |
| 5  | «What'z Next?» (з участю A3 та Jay Rock) (оригінал з участю: Big Syke та Mopreme Shakur)                                                               | Salih Williams (оригінал: Johnny «J»)    | 4:18       |
| 6  | «Sleep» (з участю Young Buck та Chamillionaire) (оригінал з участю: E.D.I. та Hussein Fatal)                                                           | Sha Money XL (оригінал: Daz Dillinger)   | 4:10       |
| 7  | «International» (з участю Nipsey Hussle та Young Dre the Truth) (оригінал з участю: Boot Camp Clik та Snoop Dogg)                                      | L.T. Hutton (оригінал: Kurupt)           | 4:01       |
| 8  | «Don't Sleep» (з участю Lil Scrappy, Nutt-So, Yaki Kadafi та Stormy) (оригінал з участю: Lil' Big, Nutt-So та Outlawz)                                 | E.D.I. (оригінал: Go-Twice)              | 3:36       |
| 9  | «Soon As I Get Home» (з участю Yaki Kadafi) | QD3                                      | 3:40       |
| 10 | «Playa Cardz Right (Male Version)» (з участю Ludacris та Keon Bryce) (оригінал з участю: Hurt-M-Badd, Big Syke, E.D.I., Yaki Kadafi та Mopreme Shakur) | Sha Money XL (оригінал: Johnny «J»)      | 4:54       |
| 11 | «Don't Stop» (з участю Big Syke, Yaki Kadafi, Hussein Fatal, E.D.I., Young Noble та Stormy) (оригінал з участю: E.D.I. та Hussein Fatal)               | L.T. Hutton (оригінал: Johnny «J»)       | 5:25       |
| 12 | «Pac's Life (Remix)» (з участю Chris Starr, Snoop Dogg та T.I.)                                                                                        | L.T. Hutton (оригінал: Johnny «J»)       | 3:39       |
| 13 | «Untouchable» (з участю Hussein Fatal, Yaki Kadafi та Gravy) (оригінал з участю: Yaki Kadafi та Storm)                                                 | Sha Money XL (оригінал: Johnny «J»)      | 4:25       |
| 14 | «Dear Mama (Remix)» (Британський бонус-трек) (з участю Anthony Hamilton)                                                                               | Frank Nitty (оригінал: Tony Pizarro)     | 5:42       |
| 15 | «Scared Straight» (Японський бонус-трек) (оригінал з участю: Ray Luv)                                                                                  | Karma Productions (оригінал: DJ Fuze)    | 3:29       |

## Історія виходу
| Країна    | Дата              |
| --------- | ----------------- |
| Австралія | 18 листопада 2006 |
| Європа    | 20 листопада 2006 |
| США       | 21 листопада 2006 |
| Японія    | 13 грудня 2006    |

## Чарти
| Чарт (2006–2007)                             | Пікова позиція |
| -------------------------------------------- | -------------- |
| Австралія Australian Albums (ARIA)           | 76             |
| Франція French Albums (SNEP)                 | 83             |
| Німеччина German Albums (GfK)                | 71             |
| Ірландія Irish Albums (IRMA)                 | 71             |
| Японія Japanese Albums (Oricon)              | 75             |
| Швейцарія Swiss Albums (Schweizer Hitparade) | 62             |
| Велика Британія UK Albums (OCC)              | 90             |
| Велика Британія UK R&B Albums (OCC)          | 11             |
| США Billboard 200                            | 9              |
| США Top R&B/Hip-Hop Albums (Billboard)       | 3              |
| США Top Rap Albums (Billboard)               | 3              |

| Chart (2007)                           | Position |
| -------------------------------------- | -------- |
| США Billboard 200                      | 124      |
| США Top R&B/Hip-Hop Albums (Billboard) | 43       |
| США Top Rap Albums (Billboard)         | 21       |